# José Guadalupe Velázquez (compositor)
José Guadalupe Lucio Velázquez Pedraza (Querétaro 12 de diciembre de 1856 - Ciudad de México, 18 de febrero de 1920) fue un sacerdote, músico, compositor, poeta y profesor de música sacra mexicano, reconocido por su labor de músico y restaurador del canto gregoriano.

## Biografía
Nació en la Ceja, ranchería de la hacienda de Bravo, en la Parroquia de El Pueblito, estado de Querétaro.
Al terminar la guerra de reforma la difícil situación económica existente obligó a su familia a trasladarse a la Capital del estado. En la ciudad de Querétaro José Guadalupe fue a la escuela, la primaria la curso en la escuela del convento de la Cruz. Posteriormente ingresó al seminario donde destacó por su gran talento para la música sacra.
Ya ordenado sacerdote, durante el obispado de Rafael Camacho, fue enviado a Europa para adquirir lo necesario con el fin de restaurar el canto gregoriano en Querétaro, el cual es utilizado en la Iglesia Católica. 
En un inicio llegó a Roma, en cuatro meses aprendió alemán y se inscribió entonces en la escuela de música sacra de Ratisbona, ahí por tres años fue instruido por los mejores maestros de Europa.
En 1891 regresó a Querétaro para cumplir con el objetivo que le había sido encomendado por el obispo Camacho de restaurar el canto gregoriano, para lograrlo se fundó una escuela de música que reformaría el canto y la música religiosa. De esta manera en 1895 llevó al grupo coral que había formado para participar en la coronación de la Virgen de Guadalupe, causando una gran impresión en los asistentes. Al ver su desempeño las autoridades eclesiásticas lo invitaron para que enseñara en la Ciudad de México.
La nueva técnica creada por él fue tan exitosa que fue adoptada en otros países y fue reconocida por la prensa extranjera.
Desde 1896 hasta 1915 José Guadalupe se desempeñó como maestro en el Conservatorio Nacional de la Escuela Metropolitana de Música Sacra y en la capilla de la Basílica de Nuestra señora de Guadalupe, además de las iglesias de San Felipe, San Francisco y Santa Brígida. 
En estos años participó con su grupo coral en el centenario del natalicio de Verdi y Wagner, el cual se llevó a cabo en el teatro “Arbeu” de la Ciudad de México. A estas presentaciones asistió el presidente Porfirio Días, del que recibió grandes elogios. Además el presidente León de la Barra, durante una velada hecha  en el mismo teatro para beneficio de los damnificados por las inundaciones en Querétaro, lo felicito de manera pública.
Durante la revolución fue perseguido y su salud mental se vio afectada, debido a todo esto regresó a su natal Querétaro. Posteriormente para buscar la curación del mal que le aquejaba regresó a la Ciudad de México en donde murió en extrema pobreza, sus restos fueron sepultados en el Panteón Español.

## Reconocimientos y distinciones
Para recordarlo se colocó una lápida de bronce en la catedral de Querétaro y el Conservatorio de Música de la ciudad lleva su nombre.